# Anthidium undulatum
Anthidium undulatum är en biart som beskrevs av Dours 1873. Anthidium undulatum ingår i släktet ullbin, och familjen buksamlarbin. Inga underarter finns listade i Catalogue of Life.